# Filaret Scriban
Filaret Scriban (pronunție în română [filaˈret skriˈban]; născut Vasile Scriban pronunție în română [vaˈsile]; n. 1811, Burdujeni, Botoșani, România – d. 23 martie 1873, Iași, România) a fost un teolog moldovean și român în cadrul Bisericii Ortodoxe Române.

## Biografie
S-a născut în satul Burdujeni din județul Botoșani, aflat atunci în apropierea orașului Suceava din Bucovina, unde tatăl său a fost preot. Plecând în Moldova vecină, a studiat la Academia Vasiliană și la Academia Mihăileană între 1830 și 1837. Între timp, între 1834 și 1837, a predat la școala normală asociată cu Mănăstirea Trei Ierarhi și a fost profesor cu jumătate de normă la Academia Mihăileană din 1837 la 1839. A fost trimis să studieze la Academia Teologică din Kiev, unde a rămas din 1839 până în 1842 și a obținut un master în teologie. El a intrat la Lavra Peșterilor din Kiev, luând numele de Filaret și a fost hirotonit ieromonah în 1842. Din acel moment și până în 1860 a predat la Mănăstirea Socola, ajungând în cele din urmă rector, precum și stareț al mănăstirii. A obținut rangul de arhimandrit în 1843 și a fost numit episcop titular de Stavropoleos în 1852. În anii 1850 a promovat activ Unirea Principatelor și a fost membru al Adunărilor Ad-Hoc în 1857. Când s-a inaugurat Universitatea din Iași în 1860, a predat la noua facultate de teologie din acea perioadă până în 1863. A ocupat funcția de rector al universității din 1861 până în 1862. În urma pensionării din învățământ, a locuit la Mănăstirea Socola. Începând cu anul 1865, împreună cu fratele său, Neofit, a fost în fruntea campaniei de obținere a autocefaliei pentru Biserica Ortodoxă Română de la Patriarhul Constantinopolului. El a fost ctitorul mai multor biserici din Burdujeni și a fost membru al Senatului României din 1867 până în 1869. A fost autor al unui număr de manuale, atât pentru învățământ laic, cât și teologic, precum și poezii și discursuri.